# Capriasca
Capriasca è un comune svizzero di 6 764 abitanti del Canton Ticino, nel distretto di Lugano.

## Origini del nome
Capriasca ha assunto la sua denominazione dall'omonima pieve di rito ambrosiano.

## Storia
Il comune è stato istituito il 18 ottobre 2001 con la fusione dei comuni soppressi di Cagiallo, Lopagno, Roveredo, Sala Capriasca, Tesserete (che a sua volta nel 1976 aveva inglobato il comune soppresso di Campestro) e Vaglio; la sede comunale è nella frazione di Tesserete.
Il 18 ottobre 2001, in seguito alla creazione del comune di Capriasca, la comunanza Sala Capriasca-Vaglio-Lugaggia è stata denominata comunanza Capriasca-Lugaggia. Il 20 aprile 2008 sono stati aggregati a Capriasca i comuni soppressi di Bidogno, Corticiasca e Lugaggia.

## Società

### Evoluzione demografica
L'evoluzione demografica è riportata nella seguente tabella:
Abitanti censiti

## Cultura
- Archivio audiovisivo di Capriasca e Val Colla: l'archivio, che ha sede a Roveredo, conserva immagini e filmati della zona.

## Geografia antropica

### Frazioni
- Bidogno
  - Lupo
- Cagiallo
  - Almatro
  - Bettagno
  - San Matteo-Muralta
  - Sarone
- Campestro
  - Davrosio
- Odogno
  - Zalto
- Corticiasca
  - Albumo
  - Carusio
- Lopagno
  - Oggio
  - Somazzo
  - Treggia
- Lugaggia
  - Gola di Lago
  - Sureggio
- Roveredo
- Sala Capriasca
  - Bigorio
  - Condra
  - Lelgio, con un caratteristico gruppo di case rurali adattate presso le quali vi è tuttora intatto un lavatoio pubblico[senza fonte]
  - Pezzolo
  - Sala
- Tesserete
- Vaglio

## Infrastrutture e trasporti
Dal 1909 al 1967 il comune è stato servito dalla ferrovia Lugano-Tesserete. Sul territorio vi furono tre stazioni: Sureggio, Lugaggia e Tesserete.

## Amministrazione
Il 18 ottobre 2001, in seguito alla creazione del comune di Capriasca, la comunanza Bidogno-Sala Capriasca-Corticiasca è stata denominata Bidogno-Capriasca-Corticiasca; la comunanza Sala Capriasca-Vaglio-Lugaggia è stata denominata Capriasca-Lugaggia. Il 1º gennaio 2004 alle comunanze ticinesi è stato assegnato un nuovo numero UST.